# Helga Trüpel

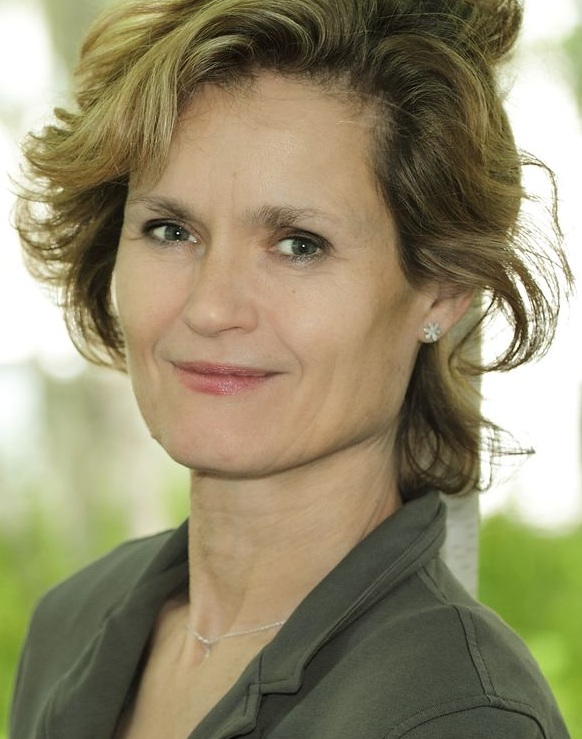
Helga Trüpel (2014)

Helga Trüpel (zuvor Helga Trüpel-Rüdel; * 21. Juli 1958 in Moers) ist eine deutsche Politikerin (Bündnis 90/Die Grünen). Sie war von 1991 bis 1995 Senatorin für Kultur und Ausländerintegration der Freien Hansestadt Bremen. Von 2004 bis 2019 war sie Mitglied des Europäischen Parlaments und gehörte der Fraktion Die Grünen/Europäische Freie Allianz an.

## Biografie

### Ausbildung und Beruf
Nach dem Abitur in Moers absolvierte Trüpel ein Studium für das Lehramt an der Universität Bremen. 1988 erfolgte hier ihre Promotion zum Dr. phil. zum Thema Undine – eine motivgeschichtliche Untersuchung.

### Privates
Die Literaturwissenschaftlerin hat eine Tochter. Sie lebt mit dem Grünen-Politiker Hermann Kuhn zusammen.

### Politik
1980 wurde Helga Trüpel Mitglied von Die Grünen, der heutigen Partei Bündnis 90/Die Grünen. 1987 war sie grüne Spitzenkandidatin für die Bürgerschaftswahl in Bremen.
Bremen
Von 1987 bis 1991 und erneut von 1995 bis 2004 gehörte Trüpel der Bremischen Bürgerschaft an. Hier war sie von 2003 bis 2004 Vizepräsidentin der Bürgerschaft.
Von 1991 bis 1995 gehörte sie als Senatorin für Kultur und Ausländerintegration dem von Klaus Wedemeier (SPD) geleiteten Senat der Freien Hansestadt Bremen an, in dem sie ab Februar 1995 für wenige Monate auch das Ressort Umweltschutz und Stadtentwicklung leitete.
Europa
2004, 2009 und 2014 wurde sie jeweils auf Bundesparteitagen von Bündnis 90/Die Grünen auf die Bundesliste für die Wahlen zum Europäischen Parlament gewählt und gehörte anschließend bis 2019 dem Europäischen Parlament an. Von 2004 bis 2019 war Helga Trüpel stellvertretende Vorsitzende des Ausschusses für Kultur und Bildung des Europäischen Parlaments. Von 2004 bis 2014 war Helga Trüpel zudem haushaltspolitische Sprecherin ihrer Fraktion. Von 2014 bis 2019 gehörte sie dem Haushaltsausschuss als stellvertretendes Mitglied an.
Von 2004 bis 2014 war sie stellvertretende Sprecherin der deutschen Delegation der Grünen im Europäischen Parlament (Europagruppe GRÜNE).
Darüber hinaus war sie Mitglied der Delegation für die Beziehungen zur Volksrepublik China und stellvertretendes Mitglied der Delegation für die Beziehungen zu den Vereinigten Staaten von Amerika.
Ende September 2017 teilte sie in einem Brief mit, sie kandidiere nicht mehr, weil sie „mit dem Mehrheitskurs der Grünenfraktion im EU-Parlament nicht einverstanden“ sei; sie finde es „falsch, dass wir in der grünen Europafraktion de facto eine Politik der offenen Grenzen machen“. Im Februar 2023 veröffentlichte sie mit einer seit 2020 bestehenden Gruppe von Realpolitikern (VERT-Realos) das „Memorandum für eine andere Migrationspolitik in Deutschland“.

## Kontroversen
Auf dem Landesparteitag von Bündnis 90/Die Grünen im November 2017 in Bremen äußerte sich Trüpel kritisch zu den Sondierungsverhandlungen der Jamaika-Koalition und bezeichnete in diesem Zusammenhang den CDU-Politiker Jens Spahn als „rechten, schwulen Jens Spahn“. Diese Äußerung sorgte für bundesweite Kritik. Trüpel ließ daraufhin vorübergehend ihre Parteimitgliedschaft ruhen, bis ihr der Landesvorstand wenige Tage später das Vertrauen aussprach.
In der Debatte um die umstrittene Urheberrechtsreform der Europäischen Union setzt sich Trüpel für ein Leistungsschutzrecht ein, nachdem sie ursprünglich dagegen war. In einem Gastbeitrag in der FAZ warf sie dem „links-progressiven Lager“ einen „Freiheitsfundamentalismus“ vor, der ihrer Meinung nach dazu führen würde, dass die US-amerikanischen Internetgiganten Künstler nicht fair entlohnen und ihre Algorithmen nicht offenlegen müssten, und verbindet ihren Einsatz für die Urheberrechtsreform argumentativ mit Steuerreformen für digitale Unternehmen. Den Gegnern des Gesetzesvorhabens warf sie vor, „mit Kampfbegriffen wie ‚censorship machine‘ oder ‚Upload-Filter‘ ein Freiheitsnarrativ“ gekapert zu haben. Laut Friedhelm Greis vom IT-Fachportal Golem.de würde Trüpel übersehen, dass „selbst eine Plattform wie Youtube nicht mit allen Rechteinhabern der Welt Lizenzverträge über deren sämtliche Werke abschließen und finanzieren“ könne und auch die Rechteinhaber gar nicht wollten, dass „alle ihre Inhalte auf allen Plattformen verfügbar sind“. Dies lasse sich „technisch nur mit Uploadfiltern einigermaßen durchsetzen.“ IT-Rechtsexperten und Journalisten bescheinigten Trüpel in der Debatte fehlende Sachkenntnis.
Bei der Abstimmung am 12. September 2018 stimmten 7 von 13 deutschen Abgeordneten der Fraktion Grüne/EFA gegen den von ihr unterstützten Urheberrechtsentwurf. Trüpel hat zudem ein Manifest zur Unterstützung der Urheberrechtsreform veröffentlicht, das von Europaabgeordneten verschiedener Fraktionen und Künstlern unterschrieben wurde.

## Bremer Senatsmitgliedschaften
- Senat Wedemeier III, Senatorin für Umweltschutz und Stadtentwicklung von Februar bis Juli 1995
- siehe auch Liste der Bremer Senatoren
- siehe auch Liste der Umweltsenatoren von Bremen

## Auszeichnungen
- 2019: Deutscher Schauspielpreis – Ehrenpreis Inspiration[18]
- 2021: Bundesverdienstkreuz am Bande
- 2023: Gustav-Mahler-Medaille der AKM Autoren, Komponisten und Musikverleger[19]